# シュノーケリング

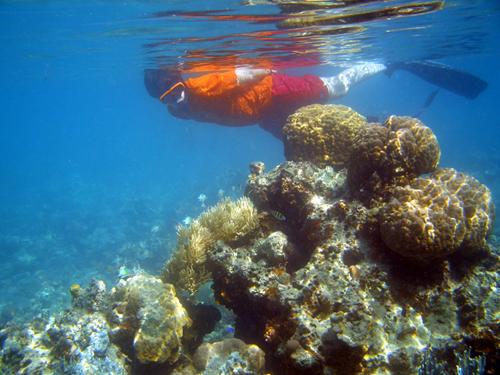
シュノーケリング

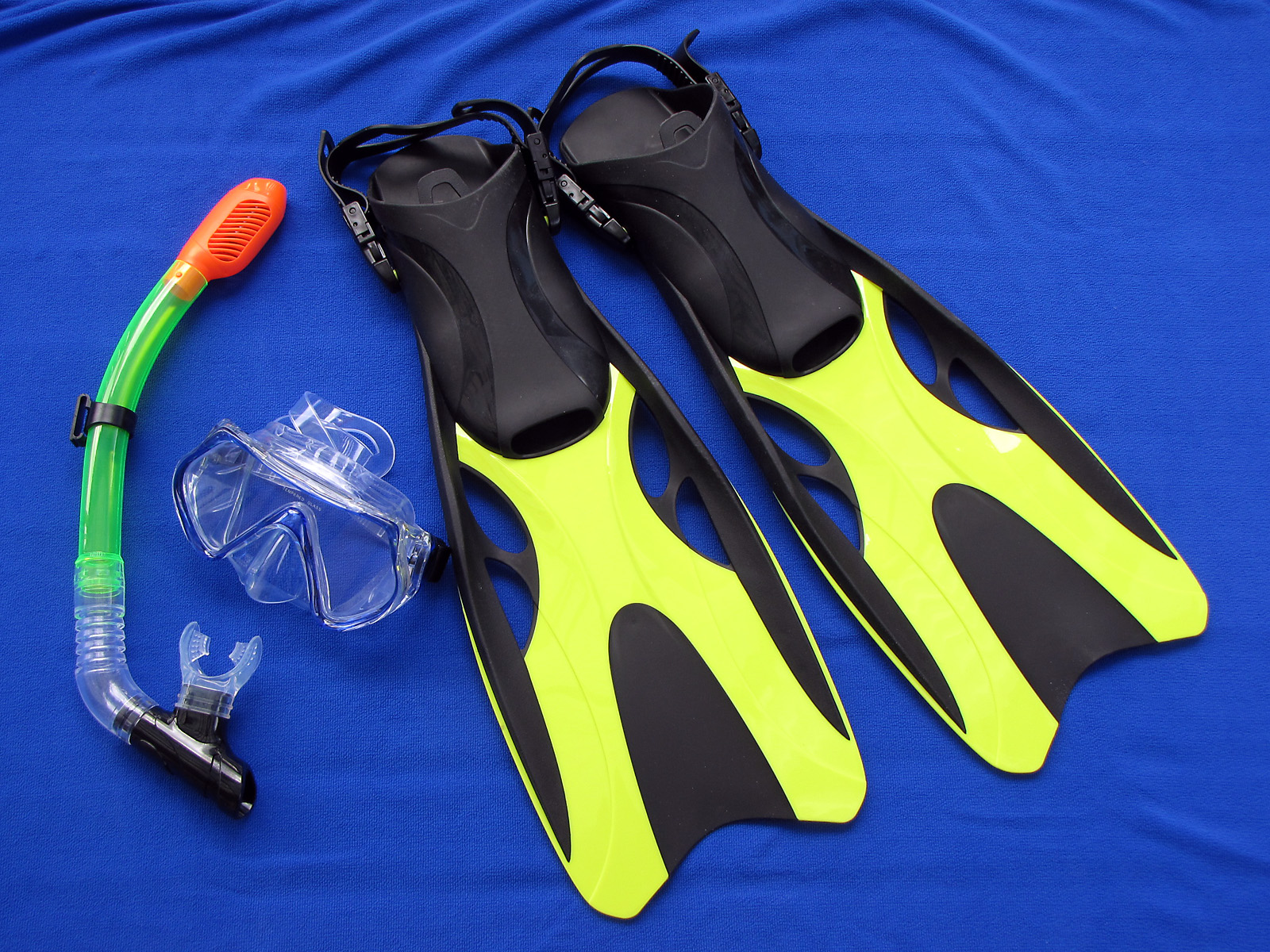
シュノーケル、マスク、フィンの3点セット

シュノーケリング / スノーケリング（米: snorkeling、英: snorkelling）とは、シュノーケルなどを身につけて、水面または比較的浅い水中を游泳するレクレーション活動またはマリンスポーツである。同様の器材を用いる場合であっても、潜水を主目的とする場合は『スキンダイビング』と呼んで区別される。

## 概要
語義によれば、シュノーケル（ドイツ語: Schnorchel）またはスノーケル（英語: snorkel）と呼ばれる器材を用いて行う游泳一般を指すが、上述のとおり、水面や比較的浅い水中を游泳する場合に特に用いられる。
スクーバダイビングに比べ、必要な器材がシュノーケル、マスク、フィンのいわゆる3点セットのみと少なく、軽量・安価であること、Cカードを取得する必要がないこと、海岸近くなどでも行えることなどから、手軽なレジャー、スポーツとして人気が高い。

## 器材
スノーケルのみでの游泳も可能であるが、通常はマスク及びフィンを併用することが多い。
スノーケルのマウスピースは、口にくわえ、先端を水面上に出して吸排気を行う。
スノーケル装着時には口のみから呼吸をすることになるので、誤って鼻呼吸して水を吸い込むことがないように、マスクは鼻までを覆った専用のものが用いられる。

## 表記
ドイツ語の Schnorcheln / schnorcheln は、名詞でも動詞でもあるが、いずれの場合も英語の動名詞を表す"-ing"が付くことはない。日本語表記の「シュノーケリング」は、英語とドイツ語を混同した文法の誤りであり、「スノーケリング」の表記の方がより正確である。

## 危険性
マリンレジャーの中でシュノーケリングは、死亡者数・行方不明者数は少ないものの、事故にあった人の中で死亡や行方不明になる割合は5割を超えている。また、沖縄県において、マリンレジャーの中で1番死亡者数・行方不明者数が多いのがシュノーケリングとなっている。